# Scindapsus
Genre
Classification phylogénétique
Scindapsus est un genre de plantes de la famille des Araceae d'Asie tropicale et d'Océanie.

## Description
- Plantes grimpantes semi-épiphytes au feuillage persistant.

## Liste d'espèces
Ce genre regroupe environ 40 espèces.
- Scindapsus geniculatus Engl.
- Scindapsus latifolius M. Hotta
- Scindapsus longistipitatus Merr.
- Scindapsus lucens J.Bogner & P.C.Boyce
- Scindapsus pictus  Hassk.
- Scindapsus rupestris Ridl.
- Scindapsus treubii Engl.